# 2022年ベラルーシとロシアでのパルチザン運動
ベラルーシとロシアのパルチザン運動は、2022年のロシアによるウクライナ侵攻後、ベラルーシとロシアで発生した。この運動は、ウクライナでの戦争を止めるために、ベラルーシのアレクサンドル・ルカシェンコ政権とロシアのウラジーミル・プーチン政権、両国の軍隊および当局の民間人支持者に対して行動している。

## 当局の建物と戦争支持者への攻撃
2022年3月7日までに、警察署への放火事件がスモレンスクとクラスノヤルスクで発生した。
2022年7月5日現在、軍入隊事務所に対する攻撃が少なくとも23件記録されており、そのうちの20件は放火であった。放火は単一の組織的な運動ではなく、その背後には極左グループから極右グループまで幅広い人々が関与しており、時々、それらの運動とは無関係のローンウルフによる犯行も行われた。（戦争遂行を支持する）Z文字の記章を掲げた民間車両も放火された。
2022年8月27日、複数のロシア語メディアが、モスクワで、エフゲニア・ベロヴァという女が駐車中のBMW X6に促進剤をかけ、炎上させたと報じた。この車両の所有者は、戦時検閲を取り扱う国家秘密保護サービスを監督するロシア連邦軍参謀本部第8総局に勤務するエフゲニー・セクレタレフ (ロシア語: Евгения Секретарева)であると報じられた。放火で拘留された女性も、戦争反対を表明したと伝えられている  。女性（65歳）は、地元の「精神神経クリニック」の患者で、セクレタレフと同じ建物に住んでいると説明されている。米国政府が支援する放送局ラジオ・スヴォボダによる事件の報道は、女性の親戚が、女性が放火の前にウクライナの特殊部隊に誘拐され、身代金50万ルーブルで拘束され、催眠術にかけられたとの未確認の主張をしていることに言及した。さらに、女性の親族は、彼女がロシア当局に反対したことはなく、ロシア政府に対する放火を行ったことは決してないと主張した。

## 鉄道戦争

### ベラルーシ
2022年2月、ベラルーシでは鉄道戦争が活発に展開され、ベラルーシの3つの地域で信号設備が破壊され、鉄道線路が封鎖された。これらの作戦の結果、ベラルーシ鉄道の一部の支線の業務が中断された。

### ロシア
ロシアでは、「アナルコ共産主義者の戦闘組織」運動（BOAK）と「ワゴンを止めろ」運動が、鉄道インフラに対する妨害活動を発表した。ザ・インサイダーによると、ロシアでは2022年3 月から同年6月までの間に63台の貨物列車が脱線しており、その数は昨年同時期のほぼ1.5倍にのぼった。同時に、貨車の脱線事故発生地点は西にシフトしており、一部の列車は軍の部隊の近くで事故に遭った。ロシア鉄道と検査機関によると、事故の半分は線路の状態の悪さが関係しているという。

#### BOAKの活動
BOAKの代表者は、モスクワ近郊のセルギェフ・ポサードとウラジミール州キルジャチ近郊での線路の解体と鉄道妨害行為だけでなく、セルタワーへの放火（例えば、ベルゴロド州のベロメストノエ村内のセルタワー）や、ロシア指導部の行動を支持する人々の車に放火することについての責任を取った。アナーキスト自身によると、彼らの活動は、ベラルーシのパルチザンの行動に大いに触発されたものであり、戦争が始まってすぐベラルーシの領土を介したロシアの侵略に効果的に抵抗したベラルーシのパルチザンの行動に大いに触発されたものだという。

#### 「貨車を止めろ」の活動
ロシアの「貨車を止めろ」運動は、6月29日のアムール州での貨車の脱線（この事故によりシベリア鉄道の交通が一時的に停止した）、7月5日のトヴェリでの列車の脱線、7月13日のクラスノヤルスクでの石炭を積んだ数台の貨車の脱線、7月19日のクラスノヤルスク地方のレソシビルスク駅での貨物列車の脱線、7月23日夜から24日の間のマハチカラでの貨物列車の脱線（ダゲスタンの調査当局も、この事故の原因が破壊工作である可能性を検討している） 、8月12日のババエヴォ駅近くでの貨物列車の脱線についての犯行声明を出している。「貨車を止めろ」運動が公開した地図によると、運動の活動家はロシア領土の30％以上で活動している。

## ダリア・ドゥギナの暗殺と国民共和国軍のマニフェスト
2022年8月21日、車両に仕掛けられた爆弾によりダリア・ドゥギナが死亡した。爆弾はダリアの父のアレクサンドル・ドゥーギンの殺害も意図していたと広く推定されている。両者とも民族ボルシェヴィズムと同一視されており、ウクライナに対する戦争を正当化する声明を出し、ブチャ虐殺などの残虐行為を否定している。米国は、彼らは政権と戦争を支持したとして、父娘の両方に制裁を課しており、ドゥギナは、2016年の米国大統領選挙へのロシアの干渉でエフゲニー・プリゴジンと協力したことで制裁を受けた。
キーウを拠点とする元ロシア国家院議員のイリヤ・ポノマリョフは、ロシア国内で活動中の「プーチン政権打倒」に従事するパルチザン組織「国民共和国軍」（NRA）が、ドゥギナ暗殺の背後にいたと語った。ポノマリョフは、この出来事を画期的と呼び、ロシア国内のパルチザンは同様の攻撃をさらに行う準備ができていると述べた。ポノマリョフは、2022年4月以来、組織の代表者と「連絡を取り合っている」と一部のメディアに語っており、また、同組織が2022年の不特定のロシア軍事委員会の放火に関与していると述べている。2022年5月にヴィリニュスで開催された自由ロシアフォーラム主催の亡命者会議で、ポノマレフは参加者にロシア国内での直接行動を支持するよう訴えた。Spektr (ロシア語: Спектр) の記者は、出席者の冷淡な反応に言及した。

### 主張されたマニフェスト
ポノマリョフは、自身のYouTubeチャンネル「2月の朝」（ロシア語: Утро Февраля）で、NRAのマニフェストとされるものを読んだ。マニフェストの文章は、2月の朝関連のテレグラムチャンネル、「Rospartizan」(ロシア語: Роспартизан）でも共有された。

### NRAの存在への疑問
NRAの責任とその存在そのものに対する疑問は、さまざまな評論家によって提起されてきた 、ロイターの2022年8月22日のレポートでは、「（ポノマリョフの）主張とグループの存在は独立して検証できなかった」としている。FSBは攻撃の実行犯を1979年生まれのウクライナ人の女と特定したと発表した。FSBはまた、実行犯の女は、ウクライナ治安当局と関連があり、ロシアがテロリスト組織に指定している「アゾフ連隊」のメンバーであるとし、事件後に車でエストニアに出国したと述べた。ウクライナとエストニアの両政府は暗殺への関与を否定した。

### ポノマリョフを非難する亡命者
ポノマリョフの主張の真実性にもかかわらず、政権に対する武力行使を支持したことで、反プーチン亡命グループのロシア行動委員会は自由ロシア会議に招待することを拒否した。委員会の声明によると、（招待拒否は）ポノマリョフが「ロシア領土へのテロ攻撃を呼びかけた」ためであるという。声明ではまた、ドゥギナが武力衝突に参加していない「民間人」であったことをほのめかし、「犠牲者の家族に対する通常の人間の共感の明示的な拒絶」は支持できないと表明した。

## 当局の反応
ロシア当局は、鉄道のセキュリティ対策を強化することを余儀なくされた。
2022年5月18日、ルカシェンコは、テロ行為を試みた場合、死刑を科せる法律に署名した（公布後、10日で施行）。
2022年5月8日、この運動のテレグラムチャンネルがブロックされた。彼ら自身の声明によると、彼らは「ロシアの領土の30％以上をカバーする鉄道レジスタンスの地図の公開後」ブロックされたという。7月19日、検事総長室の要請により、ロスコムナゾールは「貨車を止めろ」のWebサイト（のロシア国内からのアクセス）を遮断した。
2022年8月、モスクワの裁判所は、鉄道妨害行為の指示を与えている「アナキズムのイデオロギーを押し付けるプロパガンダ」を含むチャンネルの削除を拒否したとして、メッセンジャーサービスのテレグラムに対し700万ロシア・ルーブル(タス通信によると11万3900米ドル相当) の罰金を科した。